# Lønstrup Klint

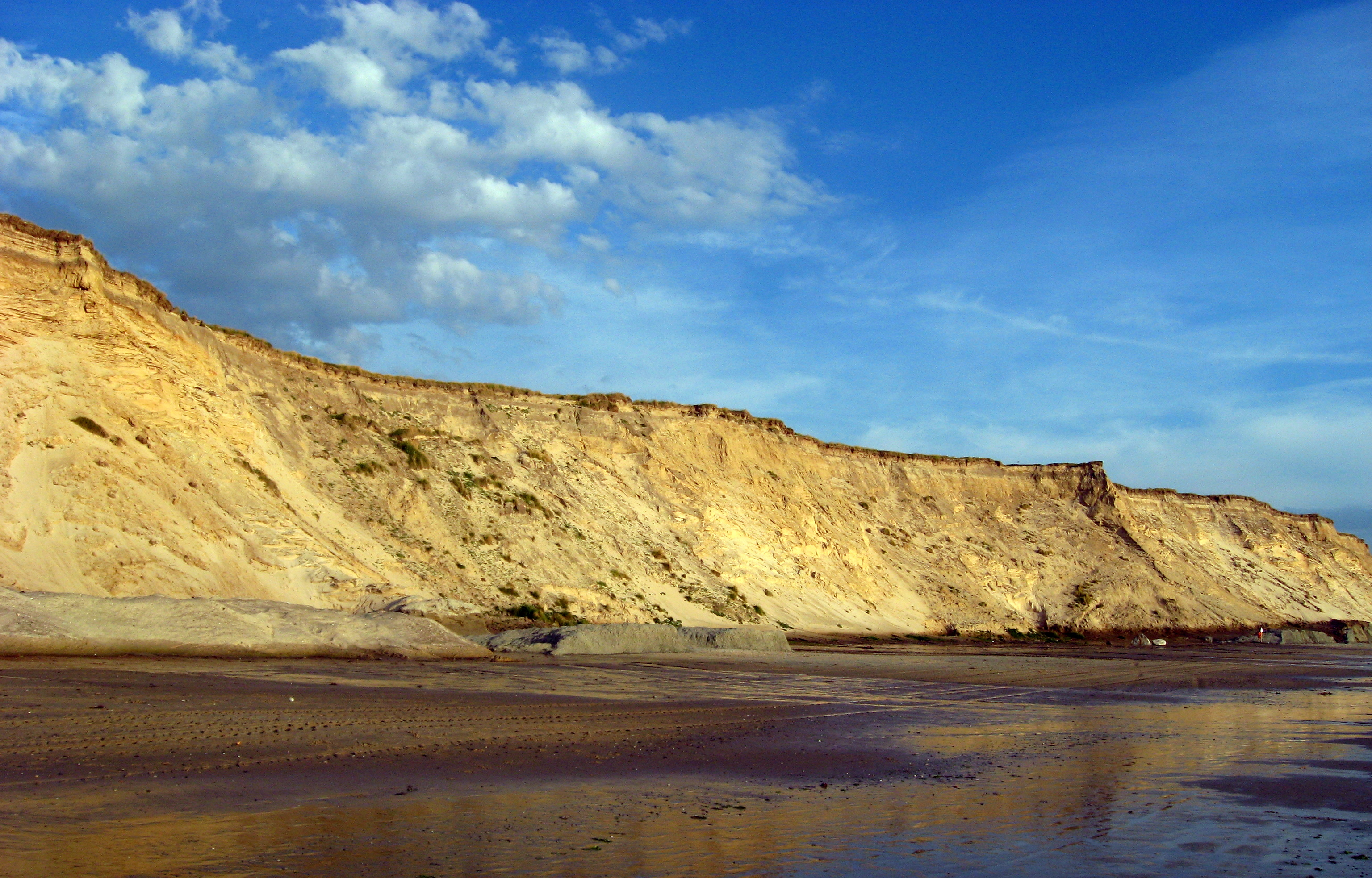
Lønstrup Klint

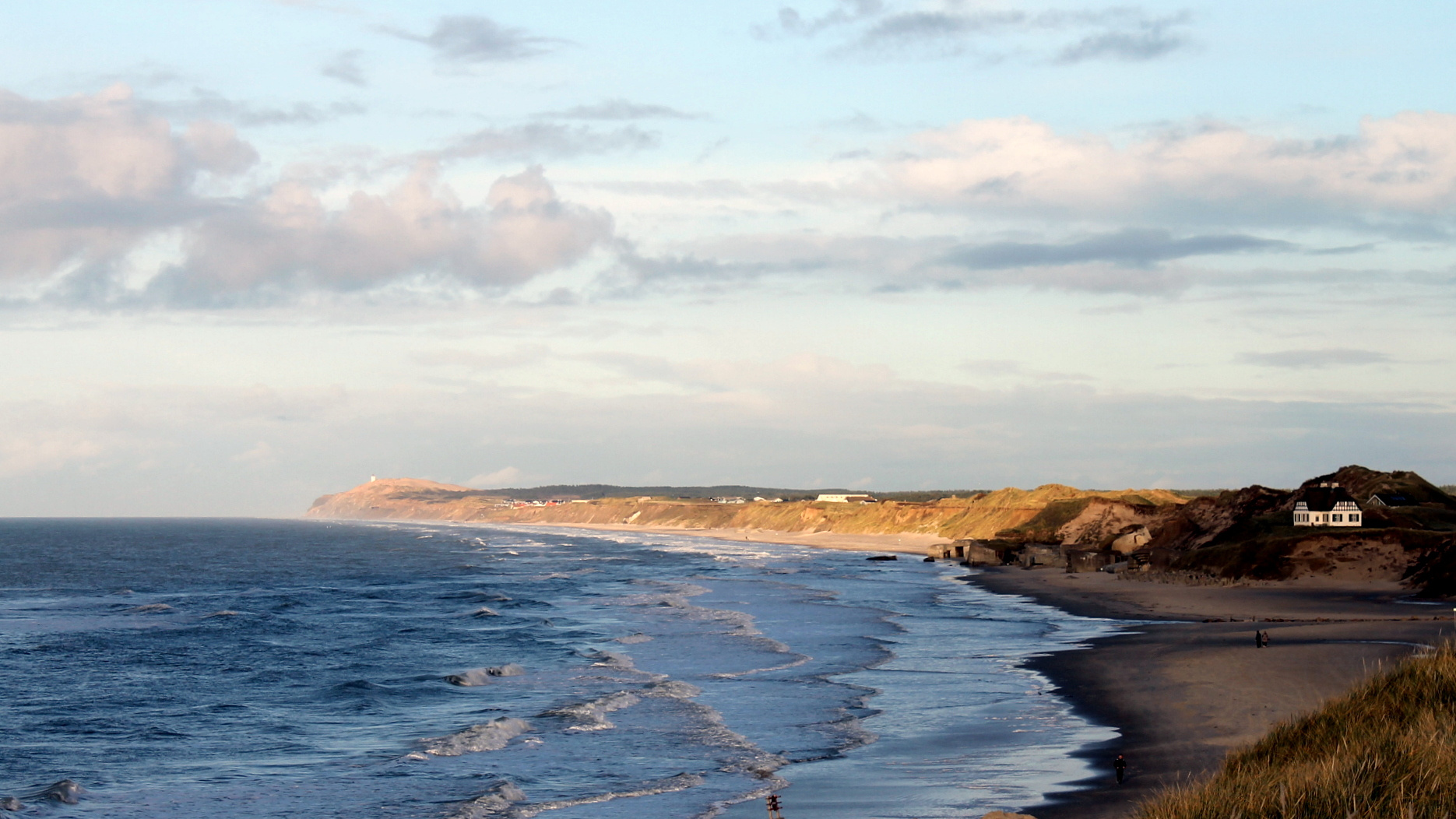
Lønstrup Klint sedd från Løkken

Lønstrup Klint är en klint med en klitt i Hjørrings kommun i Vendsyssel på Nordjylland i Danmark. Den är ungefär 4,5 kvadratkilometer stor.
Områdets dominerande naturtyp är den mot öster vandrande flygsanden i Rubjerg Knude. Denna syns från stora delar av västra Vendsyssel som ett markerat landskapsinslag. Lønstrup Klint sträcker sig 15 kilometer utmed Jammerbukten från Lønstrup i norr till Løkken i söder. På den sträckan ligger bland annat skogsplanteringen i Rubjerg. Det högsta punkten på sanddynen är Rubjerg Knude, över 70 meter över havet och med 20 meter högt lager av flygsand överst där den nu nedlagda Rubjerg Knude fyr står. Klinten skapades under den sista istiden och består av sand- och lerlager. Den är under nedbrytning och sträcker sig idag omkring 300 meter in från stranden. 
Området ingår i Natura 2000-område nr. 7, "Rubjerg Knude og Lønstrup Klint".